# Decaboraan
Decaboraan, ook aangeduid met decaboraan(14), is een boraan met de brutoformule B10H14. Deze witte vaste stof is een van de belangrijkste boorhydride-clusters en dient voornamelijk als grondstof voor de synthese van andere boorclusters.

## Structuur en eigenschappen
Decaboraan bezit een karakteristieke geur, die soms omschreven wordt als most-achtig of intens bitter, chocolade-achtig, en typisch is voor boranen. De fysische eigenschappen van decaboraan zijn vergelijkbaar met verbindingen als naftaleen en antraceen. Deze verbindingen kunnen in vacuüm bij kamertemperatuur gesublimeerd worden. Dit is eveneens de meest gebruikelijke methode om het decaboraan in zuivere vorm te verkrijgen.
Net als de meeste organische verbindingen is decaboraan licht ontvlambaar. Het brandt met een voor boorverbindingen kenmerkende groene vlam. De stof is niet gevoelig voor lucht of vocht, maar ontleedt wel langzaam in kokend water. Hierbij worden waterstofgas en boorzuur gevormd. De verbinding is oplosbaar in koud water, almede in een aantal andere polaire oplosmiddelen.
De structuur van het decaboraan lijkt met zijn tien booratomen, één op elke hoekpunt, op een incomplete icosaëder. In het onderste deel van de icosaëder is elk booratoom gebonden aan één waterstofatoom. In het bovenste, open deel van de icosaëder, zijn naast het ene waterstofatoom per booratoom, nog vier waterstofatomen gebonden. In de terminologie van de clusterchemie wordt de structuur van decaboraan aangeduid met arachno.

## Synthese en reacties
Decaboraan wordt over het algemeen gesynthetiseerd door pyrolyse van kleinere boorhydride-clusters. Zo geeft de verhitting van diboraan of pentaboraan decaboraan, waarbij waterstofgas vrijkomt. De stof reageert met Lewisbasen (L), zoals acetonitril en dimethylsulfide tot verbindingen met de brutoformule B10H12 · 2L:
{\displaystyle {\ce {B10H14 + 2 L -> B10H12L2 + H2}}}
Deze verbindingen, geclassificeerd als arachno-clusters, reageren op hun beurt met ethyn tot een gesloten (closo) ortho-carboraan:
{\displaystyle {\ce {B10H12L2 + C2H2 -> C2B10H12 + 2 L + H2}}}
Decaboraan is een zwak Brønsted-zuur. Monodeprotonering geeft het anion [B10H13]−, met een nido-structuur.

## Toepassingen
Decaboraan is ondanks veel onderzoek nooit een veel gebruikte verbinding geworden. In theorie is de stof echter geschikt voor een aantal processen, omdat bij ontleding een plasma van geïsoleerde boorionen ontstaat. Hierdoor is de stof geschikt om als brandstof voor bepaalde fusiereacties te dienen en is de stof te gebruiken voor boorion-implantaties in halfgeleidende materialen.
Decaboraan en sommige van zijn derivaten (bijvoorbeeld ethyldecaboraan) zijn eveneens onderzocht om te dienen als raketbrandstof of additief voor raketbrandstof. Ook wordt de verbinding gebruikt om polymerisatiereacties te katalyseren. De belangrijkste toepassing van decaboraan is vooralsnog de inzet als grondstof voor andere boorclusters.

## Toxicologie en veiligheid
Decaboraan is net als pentaboraan een krachtig toxine dat het centrale zenuwstelsel aantast. Het kan opgenomen worden door de huid. Decaboraan vormt met tetrachloormethaan een explosief mengsel. Dit mengsel veroorzaakte in 1948 een ongeluk in een fabriek voor decaboraanproductie in Malta in de staat New York.